# Smilax aristolochiifolia
Smilax aristolochiifolia là một loài thực vật có hoa trong họ Smilacaceae. Loài này được Mill. miêu tả khoa học đầu tiên năm 1768.